# Lawrence Mee
Lawrence Mee /eszperantó nyelven: Lorens' Mi - saját maga átírásában/ (Aylesbury, 1922. február 24. – Manchester, 2002. október 27.) brit eszperantista volt, örökös UEA-tag, az UEA alelnöke és küldöttje. Az Internacia Komerca kaj Ekonomia Federacio (IKEF)  társalapítója.

## Életútja
Mee az  Audrey Childs-Mee eszperantista férje volt. 1985-ben az IKEF társalapítója, kezdetben főtitkára is volt. 1999-től az AIS San Marino Nemzetközi Tudós Kollégiumának tagja. 1973 és 1976 között Mee az UEA rotterdami központi irodájának (CO) alkalmazottja volt.

### Művei
- 1989: Interetna vortaro de ordinara Esperanto (2a eld., 1a nekonata).[2]
- 1992: La komputoro en propra fono (1992)
- 1992, 1994: Toponimia Terminaro (1992, 2a plil. eld. 1994).

## Eszperantó valuták

### Spesmilo
Bővebben: a Spesmilo-ról

## Fordítás
- Ez a szócikk részben vagy egészben  a   Lawrence Mee című eszperantó Wikipédia-szócikk ezen változatának fordításán alapul.  Az eredeti cikk szerkesztőit annak laptörténete sorolja fel. Ez a jelzés csupán a megfogalmazás eredetét és a szerzői jogokat jelzi, nem szolgál a cikkben szereplő információk forrásmegjelöléseként.